# Guarino Guarini
Camillo-Guarino Guarini, italijanski arhitekt, * 7. januar 1624, Modena, † 6. marec 1683, Milano. 
Bil je arhitekt piemontskega baroka, ki je deloval v Torinu, kot tudi na Siciliji, Franciji in na Portugalskem. Bil je tudi teatinski duhovnik, matematik in pisatelj.

## Življenje
Guarini se je rodil v Modeni. Leta 1639 je bil sprejet med Teatince in preživel noviciat v samostanu San Silvestro al Quirinale v Rimu, ter se leta 1647 vrnil v Modeno, kjer je bil leta 1648 posvečen. V hierarhiji Teatincev je hitro napredoval, postal prvi revizor, potem superintendent za delo, blagajnik, predavatelj filozofije, prokurator in končno leta 1654 prošt. Princ Alfonz je podprl drugega kandidata in Guarinija kmalu zamenjal tako, da je moral zapustiti Modeno. Naslednjih nekaj let je slabo dokumentiranih. Leta 1656 je postal član teatincev v Parmi in očitno obiskal Prago in Lizbono pred objavo njegovega predvajanje La Pieta trionfante v Messini leta 1660, kjer je bil profesor matematike. 
Napisal je štiri matematične knjige tako v latinščini kot italijanščini, od katerih je Euclides adauctus delo o opisno geometriji. Leta 1665 je izdal matematično-filozofsko razpravo Placita Philosophica, ki brani geocentrično vesolje proti Koperniku in Galileu.
Zasnoval je veliko število javnih in zasebnih zgradb v Torinu, vključno palače Karla Emanuela II., vojvode Savojskega (kot tudi njegove sestre Louise Christine Savojske), kraljevo cerkev sv. Lovrenca (1666-1680), večino kapele sv. Prta (hiša  Torinskega prta; gradnjo je začel leta 1668 Amedeo di Castellamonte), Palazzo Carignano (1679-85), grad Racconigi in mnoge druge javne in cerkvene zgradbe v Modeni, Messini, Veroni, na Dunaju, v Pragi, Lizboni in Parizu. Palazzo Carignano velja za eno izmed najlepših mestnih palač iz druge polovice 17. stoletja v Italiji. Zdi se, da je bil Guarini pod vplivom Borrominija. Med letoma 1657 in 1659 je ostal v Španiji, kjer je študiral mavrsko arhitekturo, kar je vplivalo na slog nekaterih njegovih zgradb v Torinu.
Guarini je umrl v Milanu. V arhitekturi so njegovi nasledniki Filippo Juvarra in Juvarrov učenec Bernardo Vittone. Slednji je objavil svoje načrte v Architettura Civile.

## Delo
- Cerkev reda Somaschijev (Messina, neizveden projekt)
- Fasada Santissima Annunziata in Teatinska palača (Messina, uničena v potresu 1908)
- Sainte Anne le Royale (1662, uničena 1823)
- Santa Maria della Divina Providenca (Lizbona, uničena v potresu 1755)
- San Filippo Neri (dokončal Juvarra)
- Colegio dei Nobili (1678, Torino)
- Kapela sv. Prta (1668-1694, Torino)
- Cerkev svetega Lovrenca (1668-1687, Torino)
- La Consolate (kasneje obnovljena)

## V popularni kulturi
Guarino Guarini je predmet dkladbe Guarini, Master, napisane leta 2004, delo italijanskega skladatelja Lorenza Ferrero.